# Malagina
Malagina (en grec : Μαλάγινα), connue plus tard sous le nom de Melangeia (Μελάγγεια), est une région byzantine dans la vallée du Sangarios, au nord de la Bithynie. Elle sert de campement majeur et de zone de rassemblement fortifiée (aplèkton) pour l'armée byzantine. C'est l'aplèkton le plus proche de la capitale Constantinople, et il possède une grande importance lors des expéditions impériales en Orient. C'est là que les armées des puissants thèmes des Anatoliques, de l'Opsikion et des Thracésiens rejoignent l'empereur,. La région est aussi le lieu d'implantation des grandes écuries impériales (metata) d'Asie Mineure. La région de Malagina est mentionnée pour la première fois dans les sources historiques en 798, quand l'impératrice Irène l'Athénienne y rassemble l'armée. Le site est attaqué par les Arabes en 798, 860 et vers 875. Au XIIe siècle, l'empereur Manuel Ier Comnène restaure les fortifications de la principale forteresse située à Métabole, avant de l'utiliser pour ses campagnes contre le sultanat de Roum. Sous les Anges, elle devient une province séparée dirigée par un gouverneur portant le titre de dux et de stratopédarque. Au même moment, un archevêché y est attesté avant d'être élevé au rang de métropole par les Lascaris.